# Talante
Talante es un barrio ubicado en el municipio de Maunabo en el estado libre asociado de Puerto Rico. En el Censo de 2010 tenía una población de 1381 habitantes y una densidad poblacional de 335,56 personas por km².

## Geografía
Talante se encuentra ubicado en las coordenadas 18°1′26″N 65°54′37″O / 18.02389, -65.91028. Según la Oficina del Censo de los Estados Unidos, Talante tiene una superficie total de 4.12 km², de la cual 4.11 km² corresponden a tierra firme y (0.06%) 0 km² es agua.

## Demografía
Según el censo de 2010, había 1381 personas residiendo en Talante. La densidad de población era de 335,56 hab./km². De los 1381 habitantes, Talante estaba compuesto por el 42.58% blancos, el 28.24% eran afroamericanos, el 1.3% eran amerindios, el 0.22% eran asiáticos, el 19.62% eran de otras razas y el 8.04% pertenecían a dos o más razas. Del total de la población el 98.99% eran hispanos o latinos de cualquier raza.